# Nazionale di atletica leggera della Germania
La nazionale di atletica leggera della Germania è la rappresentativa della Germania nelle competizioni internazionali di atletica leggera riservate alle selezioni nazionali.
Dopo la sconfitta nella seconda guerra mondiale, la Germania fu invitata a partecipare alle varie manifestazioni sportive per la prima volta ai Giochi olimpici di Helsinki 1952, mentre nelle successive tre edizioni gareggiò come Squadra Unificata Tedesca, per poi presentare due rappresentative separate (Germania Est e Germania Ovest) a partire dai Giochi di Città del Messico 1968. Dopo la parentesi degli Europei di Stoccolma 1958 e Belgrado 1962, in cui Germania Est e Germania Ovest gareggiarono con una rappresentativa unita, la Germania riprese ad avere un'unica nazionale a partire dal 1991, in seguito alla riunificazione tedesca.

## Bilancio nelle competizioni internazionali
La nazionale tedesca di atletica leggera vanta 20 partecipazioni ai Giochi olimpici su 29 edizioni disputate, 15 partecipazioni consecutive ai Mondiali da Tokyo 1991 e 13 partecipazioni agli Europei, alle edizioni 1, 2, 6 e 7 ed altre 9 consecutivamente da Helsinki 1994.

### Giochi olimpici
Le due guerre mondiali perse sono costate alla Germania la partecipazione a tre edizioni dei Giochi olimpici.
| Edizione               | Oro | Argento | Bronzo | Totale |
| ---------------------- | --- | --- | --- | --- |
| Atene 1896             | 0 | 1 | 0 | 1 |
| Parigi 1900            | 0 | 0 | 0 | 0 |
| Saint Louis 1904       | 0 | 0 | 1 | 1 |
| Londra 1908            | 0 | 1 | 1 | 2 |
| Stoccolma 1912         | 0 | 2 | 0 | 2 |
| Anversa 1920           | non presente                                                                                                  | non presente                                                                                                  | non presente                                                                                                  | non presente                                                                                                  |
| Parigi 1924            | non presente                                                                                                  | non presente                                                                                                  | non presente                                                                                                  | non presente                                                                                                  |
| Amsterdam 1928         | 1 | 2 | 6 | 9 |
| Los Angeles 1932       | 0 | 2 | 3 | 5 |
| Berlino 1936           | 5 | 4 | 7 | 16 |
| Londra 1948            | non presente                                                                                                  | non presente                                                                                                  | non presente                                                                                                  | non presente                                                                                                  |
| Helsinki 1952          | 0 | 3 | 5 | 8 |
| Melbourne 1956         | 0 | 5 | 2 | 7 |
| Roma 1960              | 2 | 8 | 3 | 13 |
| Tokyo 1964             | 2 | 5 | 3 | 10 |
| Città del Messico 1968 | Parteciparono due nazionali tedesche: Germania Ovest (non a Mosca 1980) Germania Est (non a Los Angeles 1984) | Parteciparono due nazionali tedesche: Germania Ovest (non a Mosca 1980) Germania Est (non a Los Angeles 1984) | Parteciparono due nazionali tedesche: Germania Ovest (non a Mosca 1980) Germania Est (non a Los Angeles 1984) | Parteciparono due nazionali tedesche: Germania Ovest (non a Mosca 1980) Germania Est (non a Los Angeles 1984) |
| Monaco di Baviera 1972 | Parteciparono due nazionali tedesche: Germania Ovest (non a Mosca 1980) Germania Est (non a Los Angeles 1984) | Parteciparono due nazionali tedesche: Germania Ovest (non a Mosca 1980) Germania Est (non a Los Angeles 1984) | Parteciparono due nazionali tedesche: Germania Ovest (non a Mosca 1980) Germania Est (non a Los Angeles 1984) | Parteciparono due nazionali tedesche: Germania Ovest (non a Mosca 1980) Germania Est (non a Los Angeles 1984) |
| Montréal 1976          | Parteciparono due nazionali tedesche: Germania Ovest (non a Mosca 1980) Germania Est (non a Los Angeles 1984) | Parteciparono due nazionali tedesche: Germania Ovest (non a Mosca 1980) Germania Est (non a Los Angeles 1984) | Parteciparono due nazionali tedesche: Germania Ovest (non a Mosca 1980) Germania Est (non a Los Angeles 1984) | Parteciparono due nazionali tedesche: Germania Ovest (non a Mosca 1980) Germania Est (non a Los Angeles 1984) |
| Mosca 1980             | Parteciparono due nazionali tedesche: Germania Ovest (non a Mosca 1980) Germania Est (non a Los Angeles 1984) | Parteciparono due nazionali tedesche: Germania Ovest (non a Mosca 1980) Germania Est (non a Los Angeles 1984) | Parteciparono due nazionali tedesche: Germania Ovest (non a Mosca 1980) Germania Est (non a Los Angeles 1984) | Parteciparono due nazionali tedesche: Germania Ovest (non a Mosca 1980) Germania Est (non a Los Angeles 1984) |
| Los Angeles 1984       | Parteciparono due nazionali tedesche: Germania Ovest (non a Mosca 1980) Germania Est (non a Los Angeles 1984) | Parteciparono due nazionali tedesche: Germania Ovest (non a Mosca 1980) Germania Est (non a Los Angeles 1984) | Parteciparono due nazionali tedesche: Germania Ovest (non a Mosca 1980) Germania Est (non a Los Angeles 1984) | Parteciparono due nazionali tedesche: Germania Ovest (non a Mosca 1980) Germania Est (non a Los Angeles 1984) |
| Seul 1988              | Parteciparono due nazionali tedesche: Germania Ovest (non a Mosca 1980) Germania Est (non a Los Angeles 1984) | Parteciparono due nazionali tedesche: Germania Ovest (non a Mosca 1980) Germania Est (non a Los Angeles 1984) | Parteciparono due nazionali tedesche: Germania Ovest (non a Mosca 1980) Germania Est (non a Los Angeles 1984) | Parteciparono due nazionali tedesche: Germania Ovest (non a Mosca 1980) Germania Est (non a Los Angeles 1984) |
| Barcellona 1992        | 4 | 1 | 5 | 10 |
| Atlanta 1996           | 3 | 1 | 3 | 7 |
| Sydney 2000            | 2 | 1 | 2 | 5 |
| Atene 2004             | 0 | 2 | 0 | 2 |
| Pechino 2008           | 0 | 1 | 0 | 1 |
| Londra 2012            | 1 | 5 | 2 | 8 |
| Rio de Janeiro 2016    | 2 | 0 | 1 | 3 |
| Tokyo 2020             | 1 | 2 | 0 | 3 |
| Totale                 | 23 | 46 | 44 | 113 |